# Stephen Coonts
Œuvres principales
Le Vol de l'Intruder
Stephen Coonts né le 19 juillet 1946 est un romancier américain, surtout connu en Europe pour le roman le Vol de l'Intruder à l'origine du film homonyme.

## Biographie
Il a grandi à Buckhannon en Virginie-Occidentale.
Pilote de bombardier Grumman A-6 Intruder dans l'aéronavale américaine, Stephen Coonts a servi sur l'Enterprise entre 1971 et 1973. Ensuite instructeur sur A-6 et officier chargé du catapultage à bord du Nimitz, il a été plusieurs fois décoré pendant la guerre du Viêt Nam.
Au sortir de sa carrière militaire, il a travaillé dans une compagnie pétrolière à Denver comme juriste.
Diplômé de sciences politiques, Stephen Coonts s'est lancé dans le roman d'aventure militaire, le techno-thriller, dans la veine de Tom Clancy, en s'inspirant de ses propres souvenirs, et son premier roman, Le Vol de l'Intruder fut un succès. Cela lui a garanti la vente des suites des aventures du pilote Jake Grafton.

### Vie familiale
Marié à Deborah Buell (12 avril 1995), ils ont un enfant.

## Œuvres

### SérieJake Grafton
- Le Vol de l'Intruder (The Flight of the Intruder 1986  (ISBN 0-87021-200-1) ; traduction française par Raymond Albeck, 1988 ; édition Livre de poche, Albin Michel, juin 1995, 604 p.,  (ISBN 2-253-05158-6)) : sur les pilotes d'A6 Intruder pendant la guerre du Viêt Nam en 1972)
- Dernier vol (Final Flight, 1988  (ISBN 0-385-24555-6) ; traduction française par Jean-Paul Martin 1990 ; édition Livre de poche, Albin Michel, avril 1996, 415 p.,  (ISBN 2-253-06116-6)) : une attaque terroriste contre un porte-avions américain en Méditerranée, avec une scène dans les couloirs du métro de la Piazza di Spagna à Rome)
- Le Minotaure (The Minotaur, 1989  (ISBN 0-385-26147-0) ; traduction française par Luc de Rancourt 1991 ; édition Livre de poche, Albin Michel, juin 1998,  (ISBN 2-253-07619-8)) : dans le monde des pilotes d'essai et des fabricants d'armes américains.
- État de siège (Under Siege, 1990  (ISBN 0-671-72229-8) ; traduction française par Bernard Blanc 1992 ; édition Livre de poche, Albin Michel, avril 1996, 626 p.,  (ISBN 2-253-07647-3)) : le cartel de Medellin décide de se venger du gouvernement des États-Unis en fomentant des troubles populaires dans les grandes villes et par un attentat contre le président.
- Le Cavalier rouge (The Red Horseman, 1993  (ISBN 0-671-74887-4) ; traduction française par Bernard Blanc 1994 ; édition Livre de poche, Albin Michel, janvier 1997, 443 p.,  (ISBN 2-253-07689-9)) : les conséquences de l'éclatement de l'URSS sur la dissémination de l'armement nucléaire.
- Les Guerriers du ciel (The Intruders, 1994  (ISBN 0671870602)) : les instructeurs des jeunes pilotes se trouvent parfois mêlés à des aventures inattendues dans les îles du Pacifique
- Cuba, l'arme secrète (Cuba, 1999  (ISBN 0-312-20521-X) : le déclin de Fidel Castro permet des luttes de factions parmi les cubains... mais certains d'entre eux pourraient-ils s'emparer d'armes secrètes américaines de Guantanamo Bay ?
- Hong Kong (2000  (ISBN 0-312-25339-7) ; traduction française par Bernard Blanc ; édition Livre de poche, Albin Michel, septembre 2004, 535 p.,  (ISBN 2-253-09914-7) ) : une révolution à Hong Kong, avec des moyens technologiques redoutables.
- America (2001  (ISBN 0-312-25341-9) ) : d'anciens agents de la CIA s'emparent d'un sous-marin ultra sophistiqué et prennent le pays en otage.
- Liberty (2003  (ISBN 0-312-28361-X) ; traduction française par Jean Bonnefoy 2005 ; 531 p.) : des terroristes musulmans menacent les États-Unis d'une « bombe sale ».

### SérieTommy Carmellini
- Liars and Thieves [1](2004) -  (ISBN 0-312-28362-8) (titre  Royaume-Uni Wages of Sin)
- The traitor (2006) -  (ISBN 031232359X)[2]
- The assassin (2008)
- The disciple (2009)
- Pirate Alley (2013)
- The Art of War (2016)
- Liberty’s Last Stand (2016)
- The Russia Account (2019)

### SérieSaucer
- Saucer (2002) -  (ISBN 0-312-28342-3)
- The Conquest (2004) -  (ISBN 0-312-28342-3)
- Saucer: Savage Planet (2014) -  (ISBN 1250069440)

### Série Deep Black avecJim DeFelice
- Deep Black (2003) -  (ISBN 0-312-98520-7)
- Biowar (2004) -  (ISBN 0-312-98521-5)
- Dark Zone (2004) -  (ISBN 0-312-98522-3)
- Payback (2005) -  (ISBN 0-312-93698-2)
- Jihad (2007) -  (ISBN 0-312-93699-0)
- Conspiracy (2008)
- Arctic Gold (2009)
- Sea of Terror (2010)
- Opération Tsunami (2011)

### Autres romans
- The Cannibal Queen: A Flight into the Heart of America (1992) -  (ISBN 0-7126-5561-1)
- Destins de guerre (Fortunes of war, 1998  (ISBN 0-312-18583-9))
- The 17th Day (1999) -  (ISBN 0-7871-2270-X)
- The Garden of Eden (2006) (sous le pseudonyme de Eve Adams) -  (ISBN 0-312-32363-8)
- The Assassin (2007) -  (ISBN 0-7528-6869-1)

### Récits
- The Cannibal Queen (1992) -  (ISBN 0-671-74884-X)
- War In The Air: True Accounts (1996) -  (ISBN 0-671-88190-6)
- Combat (2001) -  (ISBN 0312871902)
- On Glorious Wings: The Best Flying Stories (2003) -  (ISBN 0-312-87724-2)
- Victory (2003) -  (ISBN 0-312-87462-6)